# Проспект Генерала Людникова

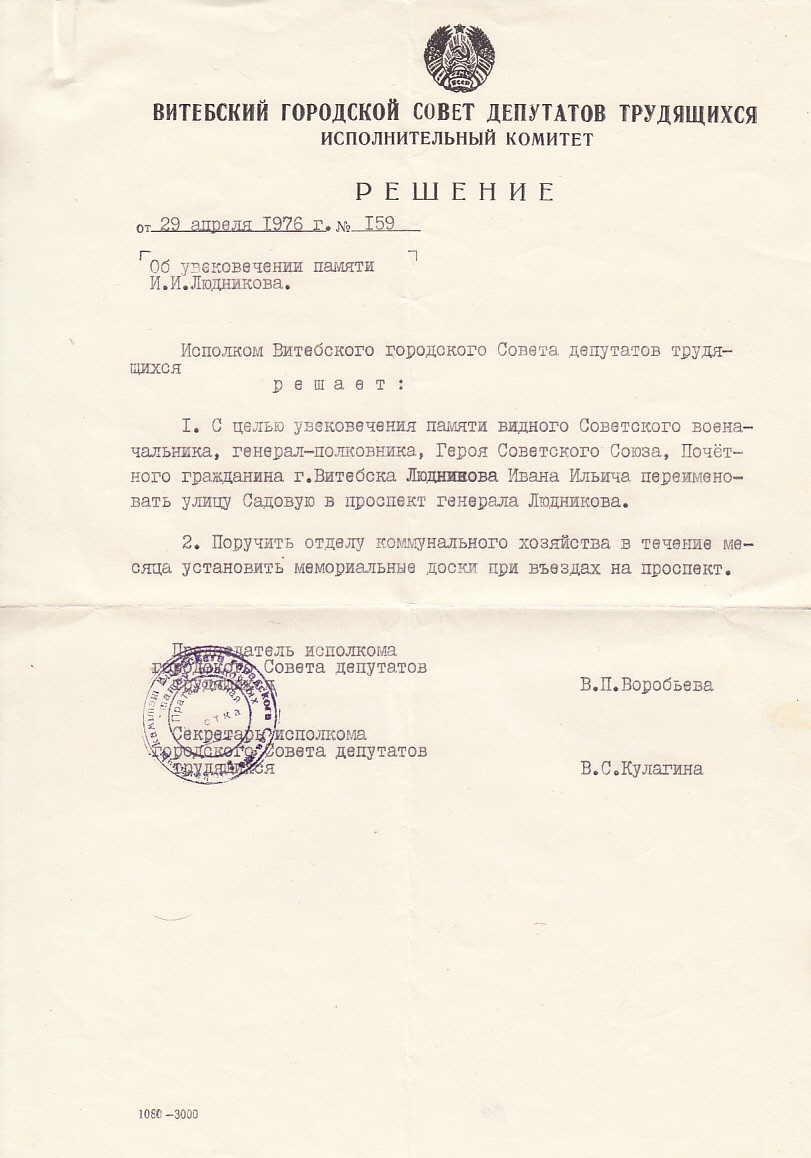
Решение Витебского городского Совета депутатов трудящихся об увековечивании памяти И. И. Людникова

Проспект Генера́ла Лю́дникова — улица в Октябрьском районе Витебска. Протяжённость — 1,5 км, ширина — 55—66 м. Проходит от улицы Гагарина до проспекта Фрунзе.
Проспект назван в 1976 году в честь генерала-полковника И. И. Людникова, командовавшего 39-й армией, участвовавшей в освобождении Витебска от немецко-фашистских войск в 1944 году.